# Carolin Steinmetzer-Mann
Carolin Steinmetzer-Mann (* 21. Januar 1980 in Finsterwalde) ist eine deutsche Politikerin (Die Linke). Sie war von 2004 bis 2014 Mitglied des Landtages Brandenburg.

## Leben
Sie wurde am 21. Januar 1980 in Finsterwalde geboren und erlangte 1999 am Sängerstadt-Gymnasium Finsterwalde das Abitur. Seit Oktober 1999 studiert sie an der Universität Potsdam Philosophie, Politikwissenschaft und Neuere Geschichte.
Carolin Steinmetzer-Mann ist verheiratet und hat zwei Kinder.

## Politik
Seit 1998 ist Steinmetzer Mitglied der PDS. 2001 wurde sie Mitglied im Kreisvorstand der PDS Elbe-Elster. Bei den Landtagswahlen 2004 und 2009 zog sie als direkt gewähltes Mitglied für den Landtagswahlkreis Elbe-Elster I in den Landtag Brandenburg ein. Nach der Landtagswahl in Brandenburg 2014 schied sie aus dem Landtag aus.
Steinmetzer war in der 4. Wahlperiode die umweltpolitische Sprecherin ihrer Fraktion und Mitglied im Ausschuss für ländliche Entwicklung, Umwelt und Verbraucherschutz, sowie stellvertretendes Mitglied im Petitions- und Landesjugendhilfeausschuss.
In der 5. Wahlperiode war sie ordentliches Mitglied im Ausschuss für Infrastruktur und Landwirtschaft und Sprecherin für Umwelt- und Abwasserpolitik der Fraktion.